# 울릉중학교
울릉중학교(鬱陵中學校)는 대한민국 경상북도 울릉군 울릉읍 사동리에 있는 공립 중학교이다.

## 학교 연혁
- 2013년 10월 26일 : 가칭 '울릉중학교' 설립 인가
- 2016년 8월 22일 : 신축공사 착공
- 2019년 7월 16일 : 교명 선정 '울릉중학교'
- 2020년 2월 29일 : 울릉군 소재 4개 중학교 폐교(통합) (울릉중학교(구), 우산중학교, 울릉북중학교, 울릉서중학교)
- 2020년 3월 1일 : 울릉중학교 개교 1학년(48명), 2학년(43명), 3학년(40명)
- 2020년 3월 1일 : 초대 남군현 교장 취임
- 2021년 1월 6일 : 제1회 졸업식(40명 졸업, 누계 40명)
- 2023년 3월 1일 : 제3대 권오수 교장 부임
- 2023년 12월 29일 : 제4회 졸업식(42명 졸업, 누계 168명)

## 구 울릉중학교
구(舊) 울릉중학교는 2020년 개교한 울릉중학교와 같은 이름의 과거 교육기관이다. 신설 울릉중학교 홈페이지의 학교 연혁을 보면 '초대 교장', '제1회 졸업식' 등으로 기재하여 과거 울릉중학교와 학교 역사가 연속되지 않는다. 이는 기존(구) 울릉중학교가 다른 3개 학교를 흡수한 것이 아니라 4개 학교가 동등한 자격으로 통합되었기 때문이다. 울릉읍 도동길 151-19 자리에 소재하였다. 지번 주소로는 울릉읍 도동리 223-8번지이다. 학교 통합으로 공터가 된 이 부지에는 울릉군 청사가 신축 이전할 예정이다.

## 구 울릉중학교 연혁
- 1946년 3월 1일 : 임시 사립중학교 개교(일본인 재학 심상소학교 건물 활용)
- 1946년 11월 5일 : 공립우산중학교 승격(6학급)
- 1948년 5월 10일 : 신축교사 4실 준공
- 1948년 7월 20일 : 제1회 졸업식 거행(49명)
- 1952년 12월 5일 : 울릉중학교로 교명 변경
- 1954년 5월 18일 : 울릉수산고등학교와 병설
- 1963년 1월 1일 : 울릉중학교 천부분교장 설립(2학급)
- 1966년 7월 8일 : 천부분교장을 울릉북중학교로 승격(독립)
- 1968년 11월 21일 : 울릉중학교 서면분교장 설립(3학급)
- 1971년 1월 15일 : 울릉중학교 태하분교장 설립(3학급)
- 1973년 3월 1일 : 서면분교장을 울릉서중학교로 승격(독립)
- 1975년 3월 1일 : 울릉종합고등학교와 분리
- 2010년 3월 1일 : 태하분교장 폐교 및 본교 통폐합
- 2017년 9월 1일 : 제43대 임용규 교장 취임
- 2019년 1월 4일 : 제72회 졸업식(23명, 총 졸업생 6,147명)
- 2019년 3월 4일 : 2019학년도 입학식(입학생 24명)
- 2020년 2월 29일 : 폐교 - 신설 울릉중학교로 통합

## 참고 자료
- 울릉중학교 - 한국교육학술정보원 학교알리미